# James Burton
James Edward Burton (ur. 21 sierpnia 1939 roku w Dubberly w Luizjanie, USA) – amerykański gitarzysta.

## Wczesne lata i kariera
Burton urodził się w Dubberly w południowej Parafii Webster blisko Minden w Luizjanie. Jego rodzicami byli Guy M. Burton (1909–2001) i Lola Poland (1914–2011). Samouk Burton rozpoczął granie na gitarze w dzieciństwie. Zatrudniony został w zespole występującym w Louisiana Hayride – popularnym radio show w Shreveport. Jeszcze jako nastolatek, Burton opuścił Shreveport dla Los Angeles, gdzie przyłączył się do zespołu Ricky'ego Nelson'a.

## Wyróżnienia
W 2001 James Burton został wprowadzony do Rock and Roll Hall of Fame, a w 2003 został sklasyfikowany na 20. miejscu listy 100 najlepszych gitarzystów wszech czasów magazynu Rolling Stone.

## Powszechny rozgłos
James Burton jest też znany z tego, że przez wiele lat, od 1969 r. aż do 1977 r. był czołowym muzykiem zespołu towarzyszącemu Elvisowi Presleyowi.

## Z Elvisem Presleyem
W 1969, Presley znowu poprosił Burtona aby przyłączył się do jego występów w Las Vegas, i, tym razem, Burton zgodził się. Burton zorganizował TCB Band, służąc jako jego lider, i był tłem Presleya od 1969 aż do jego śmierci w 1977.

## Związki z Polską
15 stycznia 2018 r. Burton wraz z zespołem TCB Elvisa Presleya wystąpił jedyny raz w Polsce, a mianowicie w Teatrze Palladium, w centrum Warszawy.

## Życie prywatne
6 kwietnia 2019 zmarł  jego syn Jeff Burton. Ok. 30 września 2022 ogłosił, że choruje na niezłośliwego raka nerki. Na początku października 2022 przeszedł operacje usunięcia guza z nerki. Na początku listopada '22 ogłosił, że pokonał w pełni chorobę nowotworową.

## Filmografia
- Rock Prophecies (2009, film dokumentalny, reżyseria: John Chester)[10]
- Elvis w trasie (1972, film dokumentalny, reżyseria:  Robert Abel i Pierre Adidge)[11]